# Oficina del Inspector General de Entrenamiento Militar
La Oficina del Inspector General de Entrenamiento Militar (教育総監部 Kyoiku sokanbu?), era responsable del entrenamiento y formación del Ejército Imperial Japonés. Estaba comandada por un Inspector general, responsable del entrenamiento táctico y técnico, y que respondía de manera directa al Emperador de Japón a través del Cuartel General Imperial. Por tanto, este puesto era considerado la tercera posición más poderosa dentro del Ejército japonés.

## Historia
La Oficina del Inspector General de Entrenamiento Militar fue creada el 20 de enero de 1898 con el objetivo de coordinar la labor de la Academia del Ejército, las diferentes escuelas especializadas y las escuelas de preparación militar situadas por todo el país. También tenía poder de decisión sobre las labores de logística, transporte y apoyo del ejército. Debido al poder político que otorgaba, este puesto era altamente codiciado por los oficiales más veteranos del ejércitos, y una disputa entre facciones sobre la sucesión fue el detonante del Incidente del 26 de febrero. La oficina fue desmantelada tras la rendición de Japón al final de Segunda Guerra Mundial.

## Organización
- - Cuartel General
    - 1.ª Sección: Asuntos generales (Personal, Contabilidad, etc.)
    - 2.ª Sección: Formación general
    - 3.ª Sección: Regulaciones de formación e investigación
    - 4.ª Sección: Escuelas especializadas

  - Artillería
  - Ingeniería Militar
  - Transporte
  - Caballería (y Reconocimiento)
  - Guerra Química (desde 1941)
  - Comunicaciones (desde 1941)
  - Artillería Antiaérea (desde 1941)

Desde 1841, también se agregó una 2.ª oficina, especializada en el entrenamiento de vehículos blindados. Sin embargo, la aviación militar siempre estuvo fuera de la jurisdicción de esta agencia.
- Datos: Q3076812
- Multimedia: Inspectorate General of Military Education / Q3076812